# Олимпијске међуигре 1906.
Олимпијске међуигре (енгл. Intercalated games) су одржане 1906. године у Атини, у Грчкој, поводом прославе 10-годишњице првих модерних Олимпијских игара. Свечано их је отворио грчки краљ Ђорђе I. Иако су у то време ове Игре биле одржане према протоколу и свим правилима модерног олимпизма, до данашњег дана Међународни олимпијски комитет ове Игре не признаје службено као равноправне осталим Олимпијским играма, па се и медаље освојене на овом такмичењу службено не рачунају у табелама освајача олимпијских медаља.
У такмичарском програму се истакао Реј Јури из САД, који је победом у две дисциплине скокова без залета (вис, даљ) наставио доминацију у тим спортовима с претходна два издања Игара. Још је запажен био наступ његовог земљака Пола Пилгрема, који је победио у тркама на 400 и 800 m. Били Шеринг из Канаде је озбиљно приступио припремама за маратон, па се преселио у Грчку два месеца пре Игара да се навикне на локалне услове. То му је очигледно помогло, па је победио иако није спадао у круг фаворита.

## Наслеђе Олимпијских међуигара
Иако ове Игре службено не спадају у ред 'правих' Олимпијских игара, по много чему су оне утрле пут модерном олимпијском покрету. Претходна издања Игара, и то она у Паризу 1900. године те Игара у Ст. Лоуису 1904. године нису постигла жељени успех: због предугог трајања од неколико месеци те заједничке организације са Светским изложбама донекле је био смањен интерес и спортиста и јавности за Олимпијске игре. Међуигре у Атини су међутим по први пут биле организоване на начин да су сва такмичења одржана у свега пар недеља, што је омогућило динамичнији програм, већи интерес публике и јавности, што је олакшало саму организацију. Такође, сви спортисти су се пре такмичења морали регистровати код МОК-а.
Осим тога, на овим Играма се по први пут организовало отварање игара као посебан догађај који је укључивао дефиле екипа на стадиону пред публиком иза националних застава. Слично је организовано и затварање Игара. Те су церемоније од тада присутне на свим Олимпијским играма.

## Државе учеснице
- Аустралија
- Аустријско царство
- Белгија
- Бохемија
- Данска
- Египат
- Италија
- Канада
- Краљевина Грчка (домаћин)
- Мађарска
- Немачко царство
- Норвешка
- Османско царство[а]
- САД
- Уједињено Краљевство
- Финска[б]
- Француска
- Холандија
- Шведска
- Швајцарска

## Попис спортова
| - Атлетика - Бициклизам - Дизање тегова - Мачевање - Фудбал - Гимнастика - Рвање |  | - Стрељаштво - Скокови у воду - Пливање - Потезање конопа - Тенис - Веслање |

## Биланс освојених медаља
Медаље освојене на овим Играма се према тумачењу МОК-а службено не рачунају као олимпијске медаље. 
| Олимпијске међуигре 1906 |                      |       |        |        |        |
| Пласман                  | Држава               | Злато | Сребро | Бронза | Укупно |
| 1                        | Француска            | 15    | 9      | 16     | 40     |
| 2                        | САД                  | 12    | 6      | 6      | 24     |
| 3                        | Краљевина Грчка      | 8     | 13     | 13     | 34     |
| 4                        | Уједињено Краљевство | 8     | 11     | 5      | 24     |
| 5                        | Италија              | 7     | 6      | 3      | 16     |
| 6                        | Швајцарска           | 5     | 6      | 4      | 15     |
| 7                        | Немачко царство      | 4     | 6      | 5      | 15     |
| 8                        | Норвешка             | 4     | 2      | 1      | 7      |
| 9                        | Аустријско царство   | 3     | 3      | 3      | 9      |
| 10                       | Данска               | 3     | 2      | 1      | 6      |
| 11                       | Шведска              | 2     | 5      | 7      | 14     |
| 12                       | Мађарска             | 2     | 5      | 3      | 10     |
| 13                       | Белгија              | 2     | 1      | 3      | 6      |
| 14                       | Финска               | 2     | 1      | 1      | 4      |
| 15                       | Канада               | 1     | 1      | 0      | 2      |
| 16                       | Холандија            | 0     | 1      | 2      | 3      |
| 17                       | Османско царство     | 0     | 1      | 1      | 2      |
| 18                       | Мешовити тим         | 0     | 1      | 0      | 1      |
| 19                       | Аустралија           | 0     | 0      | 3      | 3      |
| 20                       | Бохемија             | 0     | 0      | 2      | 2      |
|                          |                      |       |        |        |        |
| Укупно                   | Укупно               | 78    | 80     | 78     | 236    |

- Медаљу за мешовити тим освојили су белгијски и грчки такмичари који су у пару веслали у двојцу на 1 миљу. Сребрна и бронзана медаља које су освојили тимови градова Смирне и Солуна уписане су у биланс Отоманске империје јер су се тада оба града налазила на њеној територији.